# 克莉絲·詹納
克莉絲汀·瑪麗·詹納（英語：Kristen Mary "Kris" Jenner，1955年11月5日—）是一位美國电视名人、製作人、經理人、商人和名媛。詹納第一次出現在大衆視野是在美國E!频道的真人秀《與其卡戴珊姊妹同行》（Keeping Up with the Kardashians）。

## 生平
她第一任配偶是替O.J.辛普森辯護而聲名大噪的已故律师罗伯特·卡戴珊，育有四名子女。
第二任配偶為美国电视节目名人和前田径运动员，曾获1976年夏季奥林匹克运动会男子十项全能冠军凯特琳·詹纳（2015年宣布變性的跨性別人士）。2015年離婚，但她指出離婚決定并非与詹納變性有關。

## 資料來源
1. ↑   （页面存档备份，存于）."Kristen Mary Houghton, born 11/5/1955". California Birth Index. Retrieved April 29, 2015.
2. ↑   （页面存档备份，存于）. Nordyke, Kimberly (November 13, 2007). "'Kardashians' earns its keep". The Hollywood Reporter. Prometheus Global Media. Retrieved August 17, 2013.
3. ↑   （页面存档备份，存于）. Staff (October 8, 2013). "Celebrity News Kris and Bruce Jenner confirm they separated a year ago" (Online). Fox News Channel. Associated Press. Retrieved September 23, 2014.

## 外部連結
- 克莉絲·詹納的Facebook專頁
- 克莉絲·詹納的X（前Twitter）
- 克莉絲·詹納的Instagram帳戶
- 克莉絲·詹納在豆瓣上的资料（简体中文）
- 克莉絲·詹納在互联网电影资料库（IMDb）上的資料（英文）